# Zebunnissa
Œuvres principales
Diwan-i-Makhfi
Zebunnissa (زیب النساء مخفی, aussi romanisé en Zeb-un-Nisa, Zebunniso, Zebunnissa, Zebunisa, Zeb al-Nissa. زیب Zēb signifie beauté » ou « ornement » en perse et نساء Nissa signifie « femme » en arabe) 
(15 février 1637 – 26 mai 1702) est une princesse de l'Empire moghol, premier enfant de l'empereur Aurangzeb et de l'impératrice Dilras Banu Begum. Elle était aussi une poétesse sufi qui a écrit sous le nom de plume de Makhfi (مخفی, « La personne cachée »). Son père l'a fait emprisonner pendant les 20 dernières années de sa vie au fort Salimgarh de Delhi. Ses écrits ont été rassemblés, après sa mort, dans le diwan Diwan-i-Makhfi, en persan, puis en traduction anglaise.